# Iznoski
Iznoski (in russo Износки?) è un villaggio della Russia europea, nell'oblast' di Kaluga; è il centro amministrativo del distretto Iznoskovskij.
Si trova sull'altopiano di Smolensk-Mosca, circa 108 km a nord-ovest di Kaluga.